# Márton László Attila
Márton László Attila (Dunakeszi, 1971. május 13. –) belsőépítész, bútortervező.

## Életútja
1989-ben a Képző- és Iparművészeti Szakközépiskola szobrász szakán végzett, szaktanára Laluja András volt. Ugyanebben az évben felvették a Magyar Iparművészeti Főiskola belsőépítész szakára. 1991–95 között a Dunakeszin működő Coménius Pest Megyei Tehetségkutató Tábor „Természet utáni rajz” tagozatának oktatója volt.
1993-ban diplomázott a Főiskolán mint belsőépítész és bútor szakirányú környezeti formatervező, majd 1995-ben a MIF Építész Tanszékén szerzett mesterfokozatot. Mesterei többek között Jánossy György és Csomay Zsófia voltak. 1996–99 között a Kós Károly Egyesülés Vándoriskolájának növendéke volt. Mesterei: Bodonyi Csaba, Kravár Ágnes, Salamin Ferenc, Krizsán András építészek, illetve Herczeg Ágnes táj- és kertépítész.
2000-ben védte meg diplomamunkáját, azóta magántervező. A belsőépítészeti tervezés mellett készít honlapokat és könyvgrafikát is. A Magyar Építészkamara és a Magyar Alkotóművészek Országos Egyesülete (MAOE) tagja.
2014-ben a Velencei biennálé építészeti társkurátora volt Jakab Csaba mellett.

## Ösztöndíj
- 1994–1997 Kozma Lajos Kézműves Iparművészeti Ösztöndíj - Számítógépes bútortervezéstől a bútorok bemintázásáig
- 2003–2004 Moholy-Nagy László Formatervezési ösztöndíj - Vízi játékok tervezése
- Magyar Művészeti Akadémia Művészeti Ösztöndíjasa 2018-2020 A Magyar Művészeti Akadémia Művészeti Ösztöndíj Program  Archiválva 2020. október 30-i dátummal a Wayback Machine-ben

## Szakmai munkásság
- 1994 Remetekertvárosi 75 férőhelyes óvoda belsőépítészete (tervezőtárs: Jakab Csaba), Budapest, II. ker. Kolozsvári utca 15-19
- 1995 Kaposszentbenedeki bencés monostor bútortervei (tervezőtárs: Jakab Csaba), Bárdudvarnok, Kaposszentbenedeki út 79.
- 1995 Ágfalvi családi ház terve
- 1995 (terv) Sopron, Lővér sportcentrum tanulmányterve.
- 1996 Tokaj, borkimérés-pavilon
- 1997 Balaton-Felvidéki Nemzeti Park, Bazalt-hegyek területének információs rendszere, térképházak (Herczeg Ágnes, Szűcs Gábor, Vincze Attila munkatársaként)
- 1997 XI. kerületi villa kertjének játszószere (tervezőtárs: Herczeg Ágnes)
- 1999 Pomáz, családi ház (mester: Salamin Ferenc).
- 1999 Hotel Sissi fogadótér oszlopainak és álmennyezetének terve (tervezőtárs: Kravár Ágnessel), Budapest, Angyal utca 33.
- 1999 Bakonybél, HOTEL BAKONY, különterem és étterem belsőépítész terve. (építész: Kravár Ágnes)
- 2000 Intézeti gyógyszertár (Fővárosi Önkormányzat Rehabilitációs Gyógyintézet Visegrád) belsőépítész tervei.
- 2000 Vályi Péter Szakmunkásképző Intézet és Szakközépiskola felújításának és bővítésének belsőépítész tervei, Tamási, Deák Ferenc u. 6.
- 2000 Mogyoród, Családi ház belsőépítész terve (építész: Mezei Mihály)
- 2001 Luther Márton Evangélikus Kollégium belsőépítészete, Nyíregyháza, Iskola utca
- 2001 Szent Imre plébánia bővítése, rekonstrukciója (tervezőtárs: Mezei Mihály), Dunakeszi, Kápolna utca
- 2002 Evangélikus Teológus Otthon belsőépítészete (építész: Krizsán András), Bp., XIV. ker. Lőcsi u. 32.
- 2002 Hotel Corvin szálloda különterme (építész: Kravár Ágnes), Bp. IX. ker. Angyal u. 26.
- 2002 Markaz , Családi ház belsőépítészete
- 2002 Katolikus rádió, Iroda és stúdió épület belsőépítészete (építész: Bozsó Annamária), Bp. VI. ker. Délibáb u. 17.
- 2002 Zebegényi, Hajózástörténeti múzeum vázlatterve
- 2003 Családi ház belsőépítészete (építész Kravár Ágnes), Pilisszántó
- 2004 Budapest, Rudas fürdő felújításának belsőépítészete (tervezőtárs: Jakab Csaba, építész: Kaszab Ákos)
- 2004 Nyírszőlős, Evangélikus gyülekezeti ház és templom belsőépítészete

## Tördelés
- VÁNDORISKOLA 1989–1999

Katalógus az építészoktatás intézményeiben vándorló kiállításhoz, szerkesztette: Salamin Ferenc, munkatársak: Márton László Attila, Salamin Miklós

## Könyvgrafika, tördelés
- VISEGRÁDI ÉPÍTÉSZTÁBOROK, 1981–2001 - The architects' camp Visegrad, 1981–2001, Salamin Ferenc - Álmosdi Árpád (szerk.)
- KAMPIS MIKLÓS:HOMO ARCHITECTUS SUM, 2005 Szerkesztette: Buella Mónika
- NOVOTNY TIHAMÉR: SZÉTGURULÓ ÜVEGGOLYÓKBAN, 2005
- NOVOTNY TIHAMÉR: Tízéves (múlt) a PATAK CSOPORT (1994–2006), 2006
- SZABAD GONDOLAT negyedéves folyóirat grafikája és tördelése

## Honlapjai, portáljai
- Az alkotó honlapja
- Vízi játékok (Moholy-Nagy László Formatervezési Ösztöndíj)
- Budapesti kutak, csobogók, szökőkutak
- ZöldMűves
- TérMűves
- Hommage

## Publikációk
- Jakab Csaba, Márton László Attila, Mihály János: Farkaslaka múltja és jelene, Tamási Áron Alapítvány, Kolozsvár 2000
- Jakab Csaba, Márton László Attila: Élet Farkaslakán - Képek és történetek a falu építés- és fejlődéstörténetéből Budapest, HÉT-fő Bt., Csíkszereda, Pro-Print Könyvkiadó 2002

## Egyéni kiállítások
- 1999 Iskola Galéria, Dunakeszi

## Csoportos kiállítások
- 1988 Képző- és Iparművészeti Szakközépiskola, Budapest
- 1993 Tölgyfa Galéria, Budapest
- 1995 Tölgyfa Galéria, Budapest
- 1995 Diploma '95, Palazzo Wesselényi Galéria, Budapest
- 1995 Iparművészeti Múzeum (Kozma Lajos ösztöndíjasok kiállítása), Budapest
- 1996 Nemzetközi Bútor Szakvásár' 96 "Eredeti ideák a bútortervezésben", Budapest
- 1997 Iparművészeti Múzeum (Kozma Lajos ösztöndíjasok kiállítása), Budapest.
- 1998 Vigadó Galéria (Jakab Csabával és Tóta Józseffel), Budapest
- 1998 Dunakeszi Képzőművészek Nyári Tárlata, Dunakeszi
- 1999 Városi képtár - Deák gyűjtemény, Székesfehérvár
- 1999 Szentesi Galéria (csoportos kiállítás), Szentes
- 2006 Építészek Pest Megyében, vándorkiállítás